# Юго-Осетинский государственный университет
Ю́го-Осети́нский госуда́рственный университе́т и́мени Алекса́ндра Тиби́лова (осет. Тыбылты Александры номыл Хуссар Ирыстоны паддзахадон университет) — один из старейших высших учебных заведений Кавказа, расположенный в столице Республики Южная Осетия, городе Цхинвале. Один из двух (наряду с Юго-Осетинским НИИ) научных исследовательских учреждений Южной Осетии. C 1989 носит имя одного из основателей вуза Александра Арсеньевича Тибилова.
Полное название — Государственное автономное образовательное учреждение высшего профессионального образования «Юго-Осетинский государственный университет им. А. А. Тибилова». Широко используются аббревиатуры на русском – «ЮОГУ» и на осетинском – «ХИПУ». Университет включает в себя 5 факультетов и 24 кафедр. С 2013 года ректором ЮОГУ является профессор Тедеев Вадим Ботазович.

## История
11 октября 1931 года на основании постановления ЦК ВКП( б) было принято решение об открытии педагогического института в городе Сталинир с 1 января 1932 года с двумя отделениями: агро-биологическим и физико-математическим. В связи с трудностями организационного характера было решено начать набор пока на один факультет – агробиологический. Поэтому первое название, которое получил вуз – Сталинирский агробиологический институт. Был решен также вопрос о привлечении преподавателей из Владикавказа, Тбилиси, Москвы и других городов. На должность директора института была выдвинута кандидатура Александра Ражденовича Хубова, активного участника революционного движения. Он оставался на посту директора до сентября 1932 года, пока функционировали курсы довузовской подготовки.
Первый учебный год педагогического института в городе  Сталинир начался в октябре 1932 года. Директором института был назначен Измаил Петрович Гассиев. Заместителем директора и заведующим учебной части стал самый активный деятель по подготовке и открытию института, филолог-осетиновед – Александр Арсеньевич Тибилов. В 1932/33 учебный год в институте функционировал всего один факультет – агробиологический.
В начале 1933 года в институт пришел новый директор – профессор Дзилихов Георгий Гамсоевич.
В следующем 1933/34 учебном году в институте были открыты два новых факультета: физико-математический и языка и литературы с двумя отделениями – осетинским и русским. Институт стал четырехгодичным и именовался Сталинирским педагогическим институтом.
В июне 1935 года новым директором стал Иван Матеевич Абаев. На посту руководителя института он оставался всего 4 месяца, после чего директором вновь стал Георгий Дзилихов. В 1935 году состоялся первый выпуск – биологов.
С 1 февраля 1937 года Сталинирский педагогический институт был реорганизован в  Сталинирский учительский институт и стал двухгодичным. Открылся новый факультет – естественно-географический. В 1937—1938 учебном году в институте насчитывалось 133 студента, а уже через год их стало 255 человек.
С 1937 по 1941 годы директором института работал Василий Александрович Хетагуров.
Восстановление в педагогический институт произошло в 1939 году. В том же году 1 апреля институт перешел в специально для него построенное здание – ныне средней школы №3.
В 1941 году руководство институтом было возложено на доктора исторических наук, заслуженного деятеля науки Грузинской ССР - Захария Николаевича Ванеева.
1 марта 1944 году был объявлен прием на заочное отделение факультетов языка и литературы, исторического, географического, естественного и физико-математического.
Несмотря на тяжелые военные годы в 1944 году в институте было открыто заочное отделение с факультетами филологии (осетинская, русская и грузинская), истории, физико-математическим, географическим. Открытие заочного отделения было вызвано острой нехваткой учительских кадров с высшим образованием; многие учителя сражались на фронтах Великой Отечественной войны. В эти годы педагогическим институтом руководил Захарий Ванеев.
В 1948-1959 годы институт возглавлял Захар Александрович Джиоев.
В 1948-1949 учебном году в педагогическом институте действовало 11 кафедр, а в 1954 году число кафедр возросло до 15, что позволило обеспечить средние школы необходимым числом преподавателей с высшим профессиональным образованием.
В 1957 году в институте был открыт факультет педагогики и методики начального образования.
С 1959 по 1961 годы ректором высшего учебного заведения стал доктор философских наук Зелим Павлович Цховребов.
30 декабря 1961 году Сталинирский государственный педагогический институт переименован в Юго-Осетинский государственный педагогический институт. В том же году было открыто вечернее отделение института с двумя факультетами. 13 лет во главе педагогического института стоял кандидат педагогических наук Павел Васильевич Догузов. При нем заметно укрепилась материально-техническая база, активировалась научно-исследовательская деятельность кафедр. За годы его деятельности много молодых преподавателей успешно защитили диссертации, прошли докторантуру.
В 1974 году в институте, под руководством доцента Тамары Николаевны Шавлоховой была создана группа «Поиск», которая занялась сбором материалов о преподавателях и студентах – участниках ВОВ.
С 1975 по 1985 годы Юго-Осетинский педагогический институт возглавлял кандидат исторических наук Юрий Сергеевич Гаглойти. В эти годы внимание было сосредоточено на повышение уровня и актуальности научных исследований, были защищены докторские диссертации, возросло число аспирантов, которые также успешно защитили кандидатские диссертации. Были расширены аудиторные площади за счёт пристройки к основному корпусу.
С 1985 по 1989 годы ректором института работал Кабисов Рутен Семенович, доктор филологических наук, профессор, член Философского общества СССР, Председатель Юго-Осетинского отделения этого общества. В эти годы в ЮОГПИ прошла Всесоюзная философская конференция «Человек и культура», в которой приняли участие крупные учёные, философы из Республики и ближайший стран.
С 1989 по 1992 годы во главе института стоял доктор исторических наук, профессор Людвиг Алексеевич Чибиров. Он стал первым ректором, который был не назначен, а демократически на конкурсной основе избранн коллективом.
В 1989 году институту присвоено имя Тибилова Александра Арсеньевича.

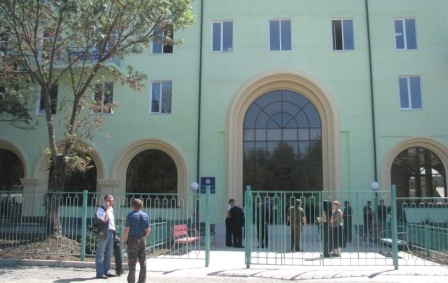
Фасад общежития университета

По инициативе Людвига Чибирова, возглавившего тогда Верховный Совет РЮО, Юго-Осетинский педагогический институт был преобразован в октябре 1993 года в Юго-Осетинский государственный университет.
С 1993 по 2003 года университетом руководил кандидат педагогически наук Георгий Алексеевич Джиоев, который находился в должности ректора в условиях блокады и периодических военных действий, обстрелов территории РЮО, поддерживал трудовую и учебную дисциплину, не прекращая занятий ни на один день. Георгий Джиоев добился строительства учебно-административного корпуса, в котором активное участие принимали сотрудники, преподаватели и студенты, ныне в корпусе располагается историко-юридически факультет. Значительно был пополнен фонд библиотеки учебной литературой нового поколения и научной периодикой.
В 2003 году на должность ректора Юго-Осетинского государственного университета был избран кандидат биологических наук Теймураз Исакович Кокоев, который возглавлял его до 2013 года. Возобновлено издание «Ученых записок», активизировалось направление студентов в аспирантуру и соискательство. Широко был отмечен 75-летний юбилей ЮОГУ. На собственные средства был произведен капитальный ремонт основного корпуса университета. Открыта медико-биологическая лаборатория с оборудованием нового поколения. В 2013 году в университете прошел Второй съезд ассоциации самоопределившихся государств, одним из учредителей которого был профессор Кокоев Теймураз.

С 2013 года во главе Юго-Осетинского университета стоит кандидат технических наук, профессор Вадим Ботазович Тедеев, избранный на эту должность в июле 2013 года и переизбранный в июле 2018 года и июле 2023 года. 

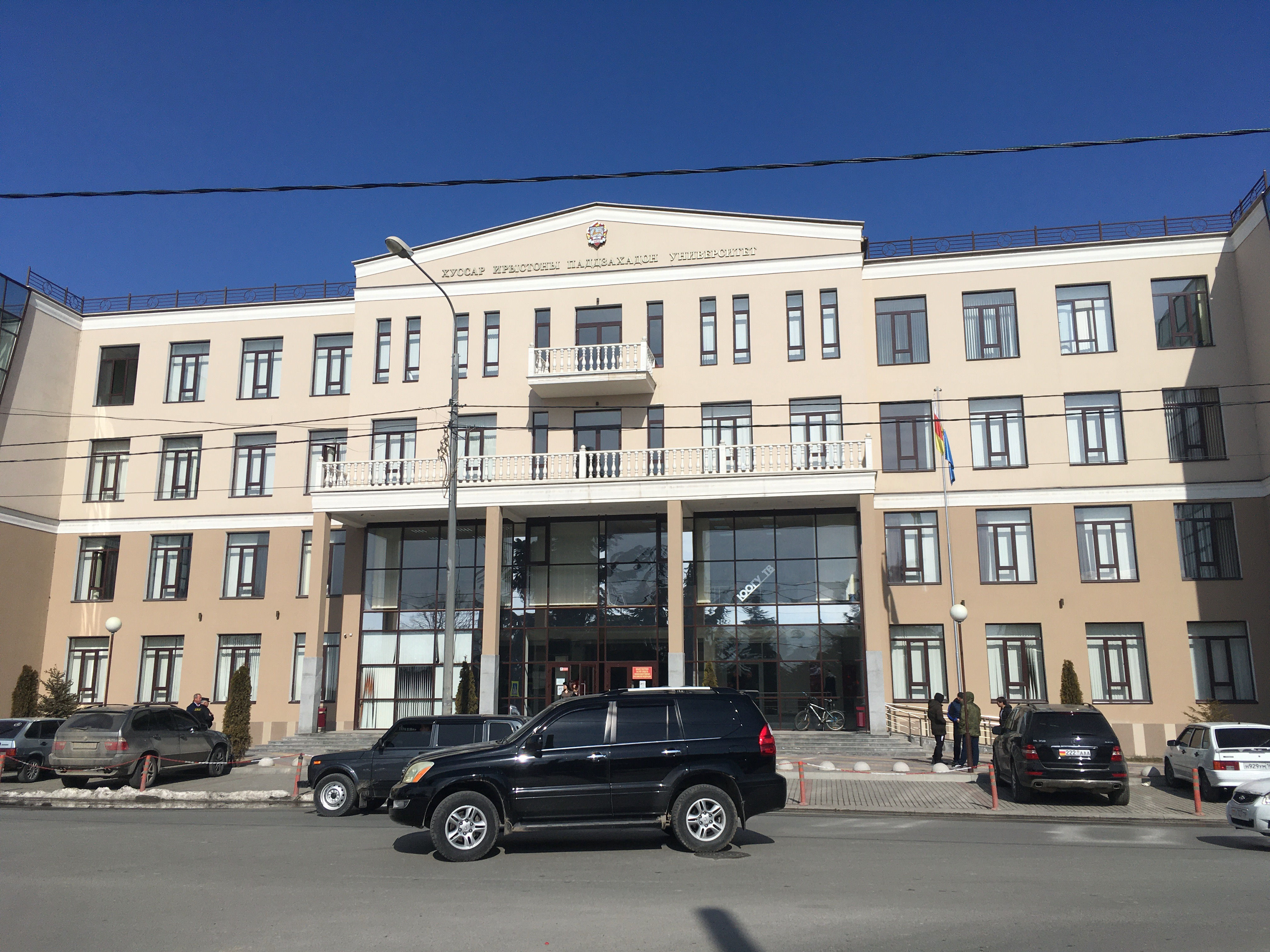
Фасад главного здания ЮОГУ c 2018 года

В 2013—2018 годах заработала типография университета, способная выпускать разнообразную цветную печатную продукцию, начала функционировать автошкола ЮОГУ c целью увеличения внебюджетных средств, был осуществлён переход в новое главное здание и отремонтированное здание историко-юридического факультета.
В 2014 году университет стал автономным образовательным учреждением высшего профессионального образования. Учредителем университета является 3-й Президент РЮО Леонид Харитонович Тибилов.
В октябре 2017 года за большой вклад в дело подготовки высококвалифицированных специалистов, нравственное и духовное воспитание молодёжи и в связи с 85-летием со дня основания Юго-Осетинский государственный университет им. А. А. Тибилова был награжден Орденом Почёта Республики Южная Осетия.
По состоянию на сентябрь 2019 года, в ЮОГУ насчитывается 3307 студентов, из которых 887 студентов обучается на очном отделении и 2420 на заочном.

## Названия высшего учебного заведения
- Сталинирский агробиологический институт (осет. Сталиниры агробиологон институт) в 1932 году.
- Сталинирский педагогический институт (осет. Сталиниры педагогон институт) в 1932—1937 годах, в 1939—1961 годах.
- Сталинирский учительский институт (осет. Сталиниры ахуыргæнджыты институт)  в1937—1939 годах.
- Юго-Осетинский государственный педагогический институт (осет. Хуссар Ирыстоны паддзахадон педагогон институт) в 1961—1989 годах.
- Юго-Осетинский государственный педагогический институт имени А.А. Тибилова  (осет. Тыбылты Александры номыл Хуссар Ирыстоны паддзахадон педагогон институт) в 1989—1993 годах.
- Юго-Осетинский государственный университет имени А.А. Тибилова (осет. Тыбылты Александры номыл Хуссар Ирыстоны паддзахадон университет) в 1993—2014 годах.
- Государственное автономное образовательное учреждение высшего профессионального образования "Юго-Осетинский государственный университет им. А. А. Тибилова" (или «ЮОГУ имени А. А. Тибилова» или «ЮОГУ») (осет. Уæлдæр профессионалон ахуырады паддзахадон автономон ахуыргæнæн уагдон "Тыбылты Александры номыл Хуссар Ирыстоны паддзахадон университет", (кæнæ «Тыбылты Александры номыл ХИПУ» кæнæ «ХИПУ»)) с 2014 года.

## Руководители вуза

### Директора (1932—1961)
- Александр Хубов (1932)
- Измаил Гассиев (1932—1933)
- Георгий Дзилихов (1933—1935, 1935—1937)
- Иван Абаев (1935)
- Василий Хетагуров (1937—1941)
- Захарий Ванеев (1941—1948)
- Захар Джиоев (1948—1959)
- Зелим Цховребов (1959—1961)

### Ректоры (1961—наши дни)
- Петр Догузов (1961—1974)
- Юрий Гаглойти (1975—1985)
- Рутен Кабисов (1985—1989)
- Людвиг Чибиров (1989—1993)
- Георгий Джиоев (1993—2003)
- Теймураз Кокоев (2003—2013)
- Вадим Тедеев (2013—н.в.)

## Руководство вуза в настоящее время
- Тедеев Вадим Ботазович – ректор,  к. т. н., профессор[9]
- Гобозов Станислав Фёдорович – проректор по учебной работе, к. т. н., профессор
- Гаглоева Лана Алановна – проректор по научной работе, к.т.н, доцент
- Цховребова Инна Черменовна – проректор по воспитательной и профориентационной работе, и. о. доцента
- Тедеева Залина Константиновна – проректор по стратегическому партнерству и инновационной политике, к. п. н., профессор
- Цховребов Эдуард Васильевич – проректор по административно-хозяйственной части (АХЧ)

## Факультеты и кафедры

### Инженерно-экономический факультет
Декан факультета — кандидат экономических наук, доцент Кабисова Мария Вячеславовна.

#### Кафедры
- Инженерно-технических дисциплин
- Финансы и кредит
- Экономики и предпринимательства
- Математики и физики
- Информатики и вычислительной техники[10]

### Факультет осетинской филологии и ПМНО
Декан факультета — кандидат филологических наук, доцент Тибилова Инга Даниэловна.

#### Кафедры
- Осетинского языка и общего языкознания
- Истории осетинской литературы
- Методики и педагогики начального образования[11]

### Факультет русской филологии, международной журналистики и иностранных языков
Декан факультета — кандидат филологических наук, доцент Бязрова Алла Роландовна.

#### Кафедры
- Кафедра русского языка
- Кафедра русской и зарубежной литературы
- Кафедра английского языка
- Кафедра международной журналистики
- Кафедра иностранных языков[12]

### Факультет естественных наук и психологии
Декан факультета — доктор педагогических наук, профессор Джиоева Циала Георгиевна.

#### Кафедры
- Кафедра биологии
- Кафедры химии и медицины
- Кафедра педагогики и психологии
- Кафедра физического воспитания
- Кафедра теории и методики физического воспитания[13]

### Историко-юридический факультет
Декан факультета — кандидат исторических наук, профессор Гатикоев Гиви Романович.

#### Кафедры
- Кафедра истории Осетии и кавказоведения
- Кафедра всеобщей истории
- Кафедра гражданского права
- Кафедра уголовного права
- Кафедра философии
- Кафедра политологии и социологии[14]

## Факты
- 1 марта 1972 года кандидатом исторических наук, доцентом Тамарой Шавлоховой студенческий клуб основан «Аполлон». За время существования клуба «аполлоновцы» прошли по маршрутам не только по всей Осетии, но и по другим регионам Кавказа. Целью клуба является приобщение молодежи к искусству, культуре и истории Осетии[15][16][17].
- В конце 1990-х годов в ЮОГУ преподавал Таймураз Санакоев.[значимость факта?]

## Известные выпускники
- Кокойты, Эдуард Джабеевич — 2-й Президент Республики Южная Осетия[18].
- Тибилов, Леонид Харитонович — 3-й Президент Республики Южная Осетия.
- Георгий (Пухатэ) — бывший Епископ Аланский.
- Чочиев, Алан Резоевич — юго-осетинский политический и государственный деятель.
- Кочиев, Егор Эрихович — глава Официального представительства Приднестровской Молдавской Республики в Республике Южная Осетия.
- Тедеев, Дзамболат Ильич — советский, украинский, российский борец вольного стиля, чемпион Европы и СССР. Заслуженный мастер спорта Украины. Заслуженный тренер России (2002).
- Маргиев, Анатолий Хазбиевич — мастер спорта СССР, заслуженный тренер России, заслуженный тренер Южной Осетии.
- Гозюмов, Хетаг Русланович — российский борец вольного стиля. Чемпион мира, Европы и Европейских игр, призёр Олимпийских игр; признавался FILA лучшим борцом мира 2010 года.
- Рамонов, Сослан Людвигович — российский борец вольного стиля осетинского происхождения, чемпион Олимпийских игр 2016 в весе до 65 кг, чемпион и призёр чемпионатов России и мира, обладатель Кубков европейских наций, призёр Кубков мира[19].